# 最佳MV獎 (金曲獎)
金曲獎最佳MV獎是由臺灣文化部影視及流行音樂產業局舉辦的金曲獎現行頒發獎項，獎勵流行音樂的音樂錄影帶作品。1990年首屆金曲獎設最佳單曲歌唱錄影帶影片獎和最佳單曲歌唱錄影帶導演獎，1991年第2屆取消最佳單曲歌唱錄影帶導演獎，僅留最佳單曲歌唱錄影帶影片獎，1997年第8屆起取消最佳單曲歌唱錄影帶影片獎，2000年第11屆起恢復並更名為最佳音樂錄影帶獎，2021年第32屆起更名為最佳MV獎。

## 歷屆得獎暨入圍名單
|  | 獲獎者 |

### 最佳單曲歌唱錄影帶導演獎（第1屆）
| 年份 （屆次）  | 入圍名單                                                                            | 備註        |
| -------------- | ----------------------------------------------------------------------------------- | ----------- |
| 1990 （第1屆） | 張達隆 老么的故事 點將股份有限公司                                                  | [ 1 ] [ 2 ] |
| 1990 （第1屆） | 王仁里／我很醜，可是我很溫柔／滾石傳播事業有限公司 虞戡平／無色彩／飛羚唱片有限公司 |             |

### 最佳單曲歌唱錄影帶影片獎（第1屆－第7屆）
| 年份 （屆次）  | 入圍名單                                   | 備註          |
| -------------- | ------------------------------------------ | ------------- |
| 1989 （第1屆） | 老么的故事 點將股份有限公司                | [ 1 ] [ 2 ]   |
| 1989 （第1屆） | 水中花／寶麗金唱片股份有限公司             | [ 1 ] [ 2 ]   |
| 1989 （第1屆） | 不想睡的紅舞鞋／寶麗金唱片股份有限公司     | [ 1 ] [ 2 ]   |
| 1989 （第1屆） | 我很醜，可是我很溫柔／滾石傳播事業有限公司 | [ 1 ] [ 2 ]   |
| 1990 （第2屆） | 誰在秋天撿到我的心 飛碟企業有限公司        | [ 3 ] [ 4 ]   |
| 1990 （第2屆） | 你走你的路／滾石有聲出版社有限公司         | [ 3 ] [ 4 ]   |
| 1990 （第2屆） | 沈默的祝福／華星唱片企業股份有限公司       | [ 3 ] [ 4 ]   |
| 1990 （第2屆） | 其實我真的想／麥羅音樂傳播有限公司         | [ 3 ] [ 4 ]   |
| 1990 （第2屆） | 將你的靈魂接在我的線路上／飛碟企業有限公司 | [ 3 ] [ 4 ]   |
| 1991 （第3屆） | 粉墨登場 滾石有聲出版社有限公司            | [ 5 ] [ 6 ]   |
| 1991 （第3屆） | 向前走／滾石有聲出版社有限公司             | [ 5 ] [ 6 ]   |
| 1991 （第3屆） | 雨的臉－我的臉／飛鷹製作有限公司           | [ 5 ] [ 6 ]   |
| 1991 （第3屆） | 勇敢去愛／飛碟企業有限公司                 | [ 5 ] [ 6 ]   |
| 1991 （第3屆） | 美麗的花蝴蝶／滾石有聲出版社有限公司       | [ 5 ] [ 6 ]   |
| 1992 （第4屆） | 火車 滾石有聲出版社有限公司                | [ 7 ] [ 8 ]   |
| 1992 （第4屆） | 多情的無情的多情／滾石有聲出版社有限公司   | [ 7 ] [ 8 ]   |
| 1992 （第4屆） | 前塵／飛碟企業股份有限公司                 | [ 7 ] [ 8 ]   |
| 1992 （第4屆） | 虹彩妹妹／名將音樂有限公司                 | [ 7 ] [ 8 ]   |
| 1992 （第4屆） | 帶我去月球／飛碟企業股份有限公司           | [ 7 ] [ 8 ]   |
| 1993 （第5屆） | 一佰萬 滾石國際有限公司                    | [ 9 ] [ 10 ]  |
| 1993 （第5屆） | 思念進行曲／福茂唱片音樂股份有限公司       | [ 9 ] [ 10 ]  |
| 1993 （第5屆） | 愛的代價／滾石國際有限公司                 | [ 9 ] [ 10 ]  |
| 1993 （第5屆） | 曾經滄海／滾石國際有限公司                 | [ 9 ] [ 10 ]  |
| 1993 （第5屆） | 思念親像一條河／波麗佳音股份有限公司       | [ 9 ] [ 10 ]  |
| 1994 （第6屆） | 我是誰 福茂唱片音樂股份有限公司            | [ 11 ] [ 12 ] |
| 1994 （第6屆） | 陪你到天亮／寶麗金唱片股份有限公司         | [ 11 ] [ 12 ] |
| 1994 （第6屆） | 救姻緣／上華國際企業股份有限公司           | [ 11 ] [ 12 ] |
| 1994 （第6屆） | 新感情舊回憶／點將股份有限公司             | [ 11 ] [ 12 ] |
| 1994 （第6屆） | 愛江山更愛美人／滾石國際股份有限公司       | [ 11 ] [ 12 ] |
| 1996 （第7屆） | 看未來有什麼不一樣 點將股份有限公司        | [ 13 ] [ 14 ] |
| 1996 （第7屆） | 真永遠／台灣藝能動音有限公司               | [ 13 ] [ 14 ] |
| 1996 （第7屆） | 痛並快樂著／東方唱片企業有限公司           | [ 13 ] [ 14 ] |
| 1996 （第7屆） | 人在雨中／寶麗金唱片股份有限公司           | [ 13 ] [ 14 ] |
| 1996 （第7屆） | 當初應該愛你／台灣滾石唱片股份有限公司     | [ 13 ] [ 14 ] |

### 最佳音樂錄影帶獎（第11屆－第14屆）
| 年份 （屆次）   | 入圍名單                                                             | 備註          |
| --------------- | -------------------------------------------------------------------- | ------------- |
| 2000 （第11屆） | 黃中平 我要我們在一起 《我要我們在一起》 福茂唱片音樂股份有限公司    | [ 15 ] [ 16 ] |
| 2000 （第11屆） | 阿犢影片／找自己／俠客唱片股份有限公司                               | [ 15 ] [ 16 ] |
| 2000 （第11屆） | 黃室淨／臉頰貼緊月球／新力哥倫比亞音樂股份有限公司                   | [ 15 ] [ 16 ] |
| 2000 （第11屆） | 鄺盛／She knows／友善的狗股份有限公司                                | [ 15 ] [ 16 ] |
| 2000 （第11屆） | 黎宣廷／Silence／魔岩唱片股份有限公司                                | [ 15 ] [ 16 ] |
| 2000 （第11屆） | 林錦和／真世界／魔岩唱片股份有限公司                                 | [ 15 ] [ 16 ] |
| 2000 （第11屆） | 博仔／我愛世紀末／魔岩唱片股份有限公司                               | [ 15 ] [ 16 ] |
| 2001 （第12屆） | 張時霖 跆拳道 《青春鳥王》 魔岩唱片股份有限公司                      | [ 17 ] [ 18 ] |
| 2001 （第12屆） | 林錦和／難得好天氣《難得好天氣》／上華國際企業股份有限公司           | [ 17 ] [ 18 ] |
| 2001 （第12屆） | 徐仁峰／彩色西門町《為愛走天涯》／滾石國際音樂股份有限公司           | [ 17 ] [ 18 ] |
| 2001 （第12屆） | 周格泰／勇氣《勇氣》／滾石國際音樂股份有限公司                       | [ 17 ] [ 18 ] |
| 2001 （第12屆） | 徐筠軒／還是會寂寞《還是會寂寞》／魔岩唱片股份有限公司               | [ 17 ] [ 18 ] |
| 2002 （第13屆） | 張文華 流年 《王菲》 科藝百代股份有限公司                            | [ 19 ] [ 20 ] |
| 2002 （第13屆） | 鄺盛／開不了口《周杰倫范特西》／阿爾發音樂事業有限公司               | [ 19 ] [ 20 ] |
| 2002 （第13屆） | 黃中平／風箏《孫燕姿風箏》／華納國際音樂股份有限公司                 | [ 19 ] [ 20 ] |
| 2002 （第13屆） | 陳宏一／想家《卓文萱首張個人專輯1986》／滾石國際音樂股份有限公司     | [ 19 ] [ 20 ] |
| 2002 （第13屆） | 金卓／妳是我最深愛的人《永邦同名專輯》／博德曼股份有限公司           | [ 19 ] [ 20 ] |
| 2002 （第13屆） | 張恒泰／愛你愛到死《ASOS變態少女》／擎天娛樂事業股份有限公司         | [ 19 ] [ 20 ] |
| 2003 （第14屆） | 林錦和 愛上你等於愛上寂寞 《如今..》 華納國際音樂股份有限公司        | [ 21 ] [ 22 ] |
| 2003 （第14屆） | 鄺盛／放手《COME ON》／環球國際唱片股份有限公司                      | [ 21 ] [ 22 ] |
| 2003 （第14屆） | 陳宏一／一輩子的孤單《Love And The City 》／滾石國際音樂股份有限公司 | [ 21 ] [ 22 ] |
| 2003 （第14屆） | 鍾孟宏／躺在你的衣櫃《Groupies吉他手》／魔岩唱片股份有限公司         | [ 21 ] [ 22 ] |
| 2003 （第14屆） | 金卓／放《Magic》／香港商維京百代音樂事業股份有限公司台灣分公司      | [ 21 ] [ 22 ] |
| 2003 （第14屆） | APPLE／W-H-Y《音樂進化論Evolution》新力哥倫比亞音樂股份有限公司      | [ 21 ] [ 22 ] |

### 最佳音樂錄影帶導演獎（第15屆－第19屆）
| 年份 （屆次）   | 入圍名單                                                                              | 備註          |
| --------------- | ------------------------------------------------------------------------------------- | ------------- |
| 2004 （第15屆） | 鄺盛 三年二班 《葉惠美》 阿爾發音樂股份有限公司                                       | [ 23 ] [ 24 ] |
| 2004 （第15屆） | 徐仁鋒／妳對他的好《SO FRESH》／福茂唱片音樂股份有限公司                              | [ 23 ] [ 24 ] |
| 2004 （第15屆） | 張時霖／麻吉弟弟《Machi》／華納國際音樂股份有限公司                                   | [ 23 ] [ 24 ] |
| 2004 （第15屆） | 周格泰／聽不到《戀愛的力量》／滾石國際音樂股份有限公司                                | [ 23 ] [ 24 ] |
| 2004 （第15屆） | 蕭雅全／你靜靜聽《時間的密語》 ／新力哥倫比亞音樂股份有限公司                         | [ 23 ] [ 24 ] |
| 2004 （第15屆） | 黃中平／不留《將愛》／銀魚音樂有限公司                                                | [ 23 ] [ 24 ] |
| 2005 （第16屆） | 張時霖 第一百零一個答案 《又寂寞又美麗》 香港商維京百代音樂事業股份有限公司台灣分公司 | [ 25 ] [ 26 ] |
| 2005 （第16屆） | 鄺盛／止戰之殤《七里香》／阿爾發音樂股份有限公司                                      | [ 25 ] [ 26 ] |
| 2005 （第16屆） | 黃立成、Machi／鴕鳥式沉默《黑的意念》／香港商維京百代音樂事業股份有限公司台灣分公司   | [ 25 ] [ 26 ] |
| 2005 （第16屆） | 黃中平／奔《孫燕姿 Stefanie同名專輯》／華納國際音樂股份有限公司                       | [ 25 ] [ 26 ] |
| 2005 （第16屆） | 鄺盛／外婆《七里香》／阿爾發音樂股份有限公司                                          | [ 25 ] [ 26 ] |
| 2005 （第16屆） | 金卓／愛是唯一《張惠妹 也許明天》／華納國際音樂股份有限公司                           | [ 25 ] [ 26 ] |
| 2006 （第17屆） | 徐筠庭 表面的和平 《華麗的冒險》 Cheerego好小氣音樂工作室                             | [ 27 ] [ 28 ] |
| 2006 （第17屆） | 林錦和／人生的歌《人生的歌》／亞律音樂股份有限公司                                    | [ 27 ] [ 28 ] |
| 2006 （第17屆） | 劉劭希／青鳥詞《果果台客》／ 傳響樂坊                                                 | [ 27 ] [ 28 ] |
| 2006 （第17屆） | 鄺盛／如果還有明天《感謝自選輯》／艾迴股份有限公司                                    | [ 27 ] [ 28 ] |
| 2006 （第17屆） | 張博政／台灣製造《雙面人》／艾迴股份有限公司                                          | [ 27 ] [ 28 ] |
| 2006 （第17屆） | 張時霖／鬼《太平盛世》／伊世代娛樂股份有限公司                                        | [ 27 ] [ 28 ] |
| 2006 （第17屆） | 陳奕仁／歡喜渡慈航《天涯棄逃人》／角頭文化事業股份有限公司                            | [ 27 ] [ 28 ] |
| 2007 （第18屆） | 馮德倫 天下大同 《如果沒有你》 新力博德曼音樂娛樂股份有限公司                         | [ 29 ] [ 30 ] |
| 2007 （第18屆） | 周杰倫／紅模仿《依然范特西》／阿爾發音樂股份有限公司                                  | [ 29 ] [ 30 ] |
| 2007 （第18屆） | 王登鈺／造字的人《黑暗之光》／新力博德曼音樂娛樂股份有限公司                          | [ 29 ] [ 30 ] |
| 2007 （第18屆） | 陳霈芙／幸福感《幸福感》／大熊星國際多媒體股份有限公司                                | [ 29 ] [ 30 ] |
| 2007 （第18屆） | 曹瑞原／純純的愛《劉家昌 深情》／新力博德曼音樂娛樂股份有限公司                       | [ 29 ] [ 30 ] |
| 2007 （第18屆） | 周格泰／約定《光良約定首張創作紀錄輯（創作演唱盤）》種子音樂有限公司                  | [ 29 ] [ 30 ] |
| 2008 （第19屆） | 周格泰 崇拜 《崇拜》 相信音樂國際股份有限公司                                         | [ 31 ] [ 32 ] |
| 2008 （第19屆） | 徐筠軒／左邊／《無與倫比的美麗》／林暐哲音樂社                                        | [ 31 ] [ 32 ] |
| 2008 （第19屆） | 陳宏一／學會《Ivana首張國語創作專輯》／種子音樂有限公司                               | [ 31 ] [ 32 ] |
| 2008 （第19屆） | 區雪儀／WHY《范曉萱+100%樂團 / 2007突破影音專輯》／吃草的魚傳播有限公司               | [ 31 ] [ 32 ] |
| 2008 （第19屆） | 鍾偉權／我就是這樣的《我在存在》／亞神音樂娛樂股份有限公司                            | [ 31 ] [ 32 ] |

### 最佳音樂錄影帶獎（第20屆－第31屆）
| 年份 （屆次）   | 入圍名單                                                                                            | 備註          |
| --------------- | --------------------------------------------------------------------------------------------------- | ------------- |
| 2009 （第20屆） | 周杰倫 魔術先生 《魔座》 杰威爾音樂有限公司                                                         | [ 33 ] [ 34 ] |
| 2009 （第20屆） | 戴佩妮／風《【好人﹖﹗Abin】方炯鑌首張個人創作專輯》／喜歡唱片股份有限公司                          | [ 33 ] [ 34 ] |
| 2009 （第20屆） | 周格泰／最幸褔的事《愛的詩篇》／環球國際唱片股份有限公司                                            | [ 33 ] [ 34 ] |
| 2009 （第20屆） | 高輝／愛情靈藥《ELASTIC ROCK》／亞神音樂娛樂股份有限公司                                            | [ 33 ] [ 34 ] |
| 2009 （第20屆） | 王仁里／太空彈《太空彈》／愛貝克思股份有限公司                                                      | [ 33 ] [ 34 ] |
| 2009 （第20屆） | 戴佩妮／黑白《橙月 Orange Moon》／華納國際音樂股份有限公司                                          | [ 33 ] [ 34 ] |
| 2009 （第20屆） | 比爾賈／病態《神秘嘉賓》／華研國際音樂股份有限公司                                                  | [ 33 ] [ 34 ] |
| 2010 （第21屆） | 林暐哲 陳映之 日光 《春·日光》 環球國際唱片股份有限公司                                             | [ 35 ] [ 36 ] |
| 2010 （第21屆） | 劉明群／主人《赤子innocent》／吃草的魚傳播有限公司                                                  | [ 35 ] [ 36 ] |
| 2010 （第21屆） | 比爾賈／看見什麼吃什麼《感官/世界》／華研國際音樂股份有限公司                                       | [ 35 ] [ 36 ] |
| 2010 （第21屆） | 劉耕名／吉米寶貝《七天》／添翼創越工作室                                                            | [ 35 ] [ 36 ] |
| 2010 （第21屆） | 徐東翔／我行來海邊《98年臺灣原創流行音樂大獎作品輯「風神之歌」》／角頭文化事業股份有限公司          | [ 35 ] [ 36 ] |
| 2010 （第21屆） | 比爾賈／好膽你就來《A-MIT 阿密特 張惠妹意識專輯》／金牌大風音樂文化股份有限公司                     | [ 35 ] [ 36 ] |
| 2010 （第21屆） | 陳映之／這樣的一個麻煩《上五樓的快活》／環球國際唱片股份有限公司                                    | [ 35 ] [ 36 ] |
| 2011 （第22屆） | 徐筠軒 寂寞寂寞就好 《To Hebe》 華研國際音樂股份有限公司                                            | [ 37 ] [ 38 ] |
| 2011 （第22屆） | 陳聖元 Zippo Chen／無論如何都愛你《無論如何都愛你》／金牌大風音樂文化股份有限公司                   | [ 37 ] [ 38 ] |
| 2011 （第22屆） | 楊龍澄／Mr. Sandman 造夢先生《CONFUSION IN THE MIND OF EDC》／種子音樂有限公司                      | [ 37 ] [ 38 ] |
| 2011 （第22屆） | CHA EUN TAEK／美人計《Myself》／華納國際音樂股份有限公司                                            | [ 37 ] [ 38 ] |
| 2011 （第22屆） | 自由發揮／死定了《自由發揮 首張同名專輯》／環球國際唱片股份有限公司                                 | [ 37 ] [ 38 ] |
| 2012 （第23屆） | 比爾賈 寂寞瘋了 《於是長大了以後》 亞神音樂娛樂股份有限公司                                         | [ 39 ] [ 40 ] |
| 2012 （第23屆） | 莊志文／皇軍《高砂軍》／衝組創玩有限公司                                                            | [ 39 ] [ 40 ] |
| 2012 （第23屆） | 比爾賈／My Love《My Love》／華研國際音樂股份有限公司                                                | [ 39 ] [ 40 ] |
| 2012 （第23屆） | 卓威志／燕窩《你在煩惱什麼》／環球國際唱片股份有限公司                                              | [ 39 ] [ 40 ] |
| 2012 （第23屆） | 周格泰／老情歌《流浪日記二部曲 家在北極村》／滾石國際音樂股份有限公司                               | [ 39 ] [ 40 ] |
| 2013 （第24屆） | 陳奕仁 乾杯 《第二人生》 相信音樂國際股份有限公司                                                   | [ 41 ] [ 42 ] |
| 2013 （第24屆） | 比爾賈／加大力度《Moment》／種子音樂有限公司                                                        | [ 41 ] [ 42 ] |
| 2013 （第24屆） | 比爾賈／無言歌《蓋亞》／環球國際唱片股份有限公司                                                    | [ 41 ] [ 42 ] |
| 2013 （第24屆） | 陳奕仁／Super Girl 愛無畏《Super Girl 愛 無畏 Super Version》／金牌大風音樂文化股份有限公司         | [ 41 ] [ 42 ] |
| 2013 （第24屆） | 黃元成、陳奕瑞／歐拉拉呼呼《有吉他的流行歌曲》／添翼創越工作室                                      | [ 41 ] [ 42 ] |
| 2013 （第24屆） | 陳奕仁／大藝術家《Muse》／華納國際音樂股份有限公司                                                  | [ 41 ] [ 42 ] |
| 2014 （第25屆） | 何男宏 流浪者之歌 《時間的歌》 添翼創越工作室                                                       | [ 43 ] [ 44 ] |
| 2014 （第25屆） | 比爾賈、Bounce／渺小《渺小》／華研國際音樂股份有限公司                                              | [ 43 ] [ 44 ] |
| 2014 （第25屆） | 羅景壬／柏拉圖式的愛情《時間的歌》／添翼創越工作室                                                  | [ 43 ] [ 44 ] |
| 2014 （第25屆） | 陳奕仁／故事《秋：故事》／環球國際唱片股份有限公司                                                  | [ 43 ] [ 44 ] |
| 2014 （第25屆） | Chayanop Boonprakob／泰國情哥《亞洲通緝》／華納國際音樂股份有限公司                                 | [ 43 ] [ 44 ] |
| 2014 （第25屆） | JIZO／兇手不只一個《小人國》／人人有功練音樂工作室                                                  | [ 43 ] [ 44 ] |
| 2015 （第26屆） | 黃中平 在不確定的世界裡 《還是要相信愛情啊混蛋們》 添翼創越工作室                                   | [ 45 ] [ 46 ] |
| 2015 （第26屆） | 陳奕仁／Play我呸《呸》／華納國際音樂股份有限公司                                                    | [ 45 ] [ 46 ] |
| 2015 （第26屆） | 侯季然／不一樣又怎樣《呸》／華納國際音樂股份有限公司                                                | [ 45 ] [ 46 ] |
| 2015 （第26屆） | 李伯恩／自拍《XXXIII》／顏社企業有限公司                                                            | [ 45 ] [ 46 ] |
| 2015 （第26屆） | 鄧勇星／匆匆《匆匆》／相信音樂國際股份有限公司                                                      | [ 45 ] [ 46 ] |
| 2016 （第27屆） | 談宗藩 如同悲傷被下載了兩次 《如同悲傷被下載了兩次》 亞神音樂娛樂股份有限公司                       | [ 47 ] [ 48 ] |
| 2016 （第27屆） | 蘇建益／盛夏光年《步步自選作品輯 The Best of 1999-2013》／相信音樂國際股份有限公司                  | [ 47 ] [ 48 ] |
| 2016 （第27屆） | 陳奕仁／I'm Not Yours《呸》／華納國際音樂股份有限公司                                               | [ 47 ] [ 48 ] |
| 2016 （第27屆） | 劉耕名／I am alive （feat. Jason Mraz）《新地球》／華納國際音樂股份有限公司                         | [ 47 ] [ 48 ] |
| 2016 （第27屆） | 陳宏一／我想知道你的一切《機會與命運》／相知國際股份有限公司                                        | [ 47 ] [ 48 ] |
| 2017 （第28屆） | 彭畯益 朱啓光 張錫安 拆 《張三李四》 安樂茂思國際事業有限公司                                       | [ 49 ] [ 50 ] |
| 2017 （第28屆） | 周杰倫／床邊故事《周杰倫的床邊故事》／杰威爾音樂有限公司                                            | [ 49 ] [ 50 ] |
| 2017 （第28屆） | 黃婕妤／水星記《飛行器的執行週期》／環球國際唱片股份有限公司                                        | [ 49 ] [ 50 ] |
| 2017 （第28屆） | 比爾賈／獨善其身《日常》／華研國際音樂股份有限公司                                                  | [ 49 ] [ 50 ] |
| 2017 （第28屆） | 陳奕仁／頑固《自傳》／相信音樂國際股份有限公司                                                      | [ 49 ] [ 50 ] |
| 2017 （第28屆） | 廖人帥／Dust My Shoulders Off《張靚穎英文單曲Dust My Shoulders Off》／美樂帝音樂有限公司            | [ 49 ] [ 50 ] |
| 2018 （第29屆） | 羅景壬 身後 《偷故事的人》 百代唱片股份有限公司                                                     | [ 51 ] [ 52 ] |
| 2018 （第29屆） | 談宗藩／他是末日預言中的宇宙碎片《戰神卡爾迪亞》／大樂音樂有限公司                                  | [ 51 ] [ 52 ] |
| 2018 （第29屆） | Chayanop Boonprakob／泰國恰恰《亞洲通吃》／量能文創股份有限公司                                     | [ 51 ] [ 52 ] |
| 2018 （第29屆） | 比爾賈／言不由衷《心裡學》／亞神音樂娛樂股份有限公司                                                | [ 51 ] [ 52 ] |
| 2018 （第29屆） | 邱柏昶／與浪之間《次等秘密》／添翼創越工作室                                                        | [ 51 ] [ 52 ] |
| 2018 （第29屆） | 廖人帥、姚國禎／未單身《A-LIN》／台灣索尼音樂娛樂股份有限公司                                       | [ 51 ] [ 52 ] |
| 2018 （第29屆） | MO (YAMANYAMO)／雪女《末路狂花》／台灣索尼音樂娛樂股份有限公司                                      | [ 51 ] [ 52 ] |
| 2019 （第30屆） | Namso Youkim Slow 《CASSA NOVA 半熟王子》 夕陽音樂產業有限公司                                      | >             |
| 2019 （第30屆） | 関山雄太／Go Slow《Go Slow》／空氣腦唱片有限公司                                                    | >             |
| 2019 （第30屆） | 博德、Mo／烏牛欄大護法《政治》／衝組創玩有限公司                                                    | >             |
| 2019 （第30屆） | 陳奕仁／十七《十七》／華研國際音樂股份有限公司                                                      | >             |
| 2019 （第30屆） | 黃明志／十種自殺的方法《獲得》／亞洲通文創有限公司                                                  | >             |
| 2019 （第30屆） | 陳昇／台灣好《南機場人》／滾石國際音樂股份有限公司                                                  | >             |
| 2019 （第30屆） | Robert Youngblood／Sabrina Don't Get Married Again!《Modern Tragedy》／台灣索尼音樂娛樂股份有限公司 | >             |
| 2019 （第30屆） | 陳奕仁／怪美的《Ugly Beauty》／台灣索尼音樂娛樂股份有限公司                                         | >             |
| 2020 （第31屆） | 殷振豪 紅 《我肯定在幾百年前就說過愛你》 相知國際股份有限公司                                       | [ 55 ] [ 56 ] |
| 2020 （第31屆） | 邱柏昶／去年冬天《去年冬天》／英屬維京群島商寰亞傳媒企業有限公司台灣分公司                          | [ 55 ] [ 56 ] |
| 2020 （第31屆） | 有機像素／ZOEA《ZOEA》／牡蠣音樂有限公司                                                            | [ 55 ] [ 56 ] |
| 2020 （第31屆） | 程偉豪／紅衣女孩《Ugly Beauty》／台灣索尼音樂娛樂股份有限公司                                       | [ 55 ] [ 56 ] |
| 2020 （第31屆） | Robert Youngblood／我只在乎你《愛的呼喚》／台灣索尼音樂娛樂股份有限公司                             | [ 55 ] [ 56 ] |
| 2020 （第31屆） | 姚國禎／陪著你《藏著並不等於遺忘》／台灣索尼音樂娛樂股份有限公司                                    |               |
| 2020 （第31屆） | 陳珊妮／恐怖谷《Juvenile A》／何樂音樂有限公司                                                      |               |

### 最佳MV獎（第32屆－至今）
| 年份 （屆次）   | 入圍名單 | 備註          |
| --------------- | --- | ------------- |
| 2021 （第32屆） | 王宗欣 杜振熙〈家常音樂〉 《家常音樂》 任性的人工作室                                                               | [ 57 ] [ 58 ] |
| 2021 （第32屆） | 章郡／黃宣〈飢餓時代〉《浮世擊》／否極泰來音樂股份有限公司                                                          | [ 57 ] [ 58 ] |
| 2021 （第32屆） | 廖珮妤、唐治中／謝銘祐〈莫問-搖滾北管版〉《山川壯麗》／三川娛樂有限公司                                             | [ 57 ] [ 58 ] |
| 2021 （第32屆） | 葉依柔／岑寧兒〈舞女〉《Bedtime Story》／街聲股份有限公司                                                           | [ 57 ] [ 58 ] |
| 2021 （第32屆） | 曾婉遒／九連真人〈夜遊神〉《阿民》／科科農場股份有限公司                                                            | [ 57 ] [ 58 ] |
| 2021 （第32屆） | DQM／落日飛車〈Candlelight〉 （feat. OH HYUK）《SOFT STORM 柔性風暴》／夕陽音樂產業有限公司                         | [ 57 ] [ 58 ] |
| 2021 （第32屆） | 黃婕妤／李友廷〈直到我遇見了你〉《如果你也愛我就好了》／華研國際音樂股份有限公司                                    | [ 57 ] [ 58 ] |
| 2021 （第32屆） | 陳奕仁／田馥甄〈一一〉《無人知曉》／何樂音樂有限公司                                                                | [ 57 ] [ 58 ] |
| 2022 （第33屆） | 蔡宜豫 余佩真〈甘吧爹ㄋㄟ〉 《甘吧爹ㄋㄟ》 亞神音樂娛樂股份有限公司                                                 | [ 59 ] [ 60 ] |
| 2022 （第33屆） | 林毛／美秀集團〈馬克吐溫〉《多色寶山大王》／火玄火包股份有限公司                                                    | [ 59 ] [ 60 ] |
| 2022 （第33屆） | 比爾賈／徐佳瑩〈以上皆非〉《以上皆非》／亞神音樂娛樂股份有限公司                                                    | [ 59 ] [ 60 ] |
| 2022 （第33屆） | 殷振豪／盧廣仲〈自我的介紹〉《勵志論》／添翼創越工作室                                                              | [ 59 ] [ 60 ] |
| 2022 （第33屆） | 林士鈞／血肉果汁機〈我是一隻瘋狗,爽喔!〉（feat. BAT）《GODLEN 太子 BRO》／街聲股份有限公司                          | [ 59 ] [ 60 ] |
| 2022 （第33屆） | ØZI、李品賢／ØZI、蛋堡〈跑馬燈DEATH TRIP〉《跑馬燈DEATH TRIP》／新樂團音樂有限公司                                  | [ 59 ] [ 60 ] |
| 2023 （第34屆） | Pennacky 落日飛車、Phum Viphurit〈Little Balcony〉 《Little Balcony》 夕陽音樂產業有限公司                          | [ 61 ] [ 62 ] |
| 2023 （第34屆） | 章郡／黃宣〈Beanstalk〉《BEANSTALK》／否極泰來音樂股份有限公司                                                      | [ 61 ] [ 62 ] |
| 2023 （第34屆） | 陳霈芙／曾沛慈〈I Will Find You〉《今天陽光就是特別耀眼特別和諧》／亞神音樂娛樂股份有限公司                         | [ 61 ] [ 62 ] |
| 2023 （第34屆） | 比爾賈／徐佳瑩〈給〉《給》／亞神音樂娛樂股份有限公司                                                                | [ 61 ] [ 62 ] |
| 2023 （第34屆） | 邱柏昶／JADE〈差-點〉《Snow White》／愛貝克思股份有限公司                                                           | [ 61 ] [ 62 ] |
| 2023 （第34屆） | Show Yanagisawa／吳青峰〈（……海妖沙龍）〉（feat. 蜷川紅 of 和樂器樂團）《馬拉美的星期二》／環球國際唱片股份有限公司 | [ 61 ] [ 62 ] |
| 2024 （第35屆） | 張傑邦 陳奕迅〈社交恐懼癌〉 《CHIN UP!》 環球國際唱片股份有限公司                                                   | [ 63 ] [ 64 ] |
| 2024 （第35屆） | 秦梓銘／劉柏辛〈delulu〉《delulu》／街聲股份有限公司                                                                | [ 63 ] [ 64 ] |
| 2024 （第35屆） | Pennacky／ATARASHII GAKKO!〈Tokyo Calling〉《Tokyo Calling》／街聲股份有限公司                                      | [ 63 ] [ 64 ] |
| 2024 （第35屆） | 殷振豪／Miusa妙莎〈Bon Bon〉《SweetBox》／容易文創有限公司                                                          | [ 63 ] [ 64 ] |
| 2024 （第35屆） | 自動鮪魚、亞歷三小／POPO J〈GOOD LOOKING〉《GOOD LOOKING》／小白兔橘子有限公司                                      | [ 63 ] [ 64 ] |
| 2024 （第35屆） | Haoyan of America／壞特?te〈Ho(l)e〉《Way out》／夢芝林有限公司                                                     | [ 63 ] [ 64 ] |
| 2024 （第35屆） | 陳仲宇／婁峻碩〈Runner Runner〉《RISE》／伊弗龐金有限公司                                                           | [ 63 ] [ 64 ] |
| 2025 （第36屆） | rafhoo AAA（HYUKOH & 落日飛車）〈Antenna〉 《AAA》 夕陽音樂產業有限公司                                             |               |
| 2025 （第36屆） | Pennacky／AAA（HYUKOH & 落日飛車）〈Young Man〉《AAA》／夕陽音樂產業有限公司                                        |               |
| 2025 （第36屆） | 自動鮪魚／wannasleep、鄭宜農〈基礎憂鬱〉《且且》／夜間限定有限公司                                                  |               |
| 2025 （第36屆） | 陳則安／NaraBara〈Dab Hi〉《Dab Hi》／貳參有限公司                                                                  |               |
| 2025 （第36屆） | 林宏叡 Reago／MC HotDog〈可夢〉《髒藝術家》／滾石國際音樂股份有限公司                                               |               |
| 2025 （第36屆） | Isaac Ravishankara／Niki〈Buzz〉《Buzz》／台灣索尼音樂娛樂股份有限公司                                              |               |

## 歷屆金曲評審評論
| 年份 （屆次）   | 得獎者                         | 評價 |
| --------------- | ------------------------------ | --- |
| 2010 （第21屆） | 林暐哲、陳映之〈日光〉         | MV於台東山間拍攝，導演運用春天的光線貫穿影像，逆光的暈染手法呈現夢境的迷離，繽紛的色彩襯托著春色無邊，捕捉到大自然真實和虛幻間的奇妙視覺。         |
| 2011 （第22屆） | 徐筠軒〈寂寞寂寞就好〉         | 內容描述一個堅強女生面對失戀的方法，就是讓自己徹底寂寞，用一種略帶逞強的口吻，表達自己接受寂寞、面對傷痛的態度。                                   |
| 2012 （第23屆） | 比爾賈〈寂寞瘋了〉             | 以切合節奏的畫面剪接堆疊，將歌曲中帶點歇斯底里的聲嘶力盡 ，運用合宜的視覺特效，讓人彷彿深陷其中而無法自拔。                                        |
| 2013 （第24屆） | 陳奕仁〈乾杯〉                 | 以幽默的方式與態度詮釋人的一生，簡潔有力的效果，傳達濃厚的感情。人，才是最重要的主軸。                                                             |
| 2014 （第25屆） | 何男宏〈流浪者之歌〉           | 純淨的畫面隨著音樂，進入閱聽者內心的最底層。無論在製作格局、畫面、與音樂的互相交融渲染，或是意境的表達上，都是放到未來任何時刻，都能打動人的作品。 |
| 2015 （第26屆） | 黃中平〈在不確定的世界裡〉     | 導演把MV的拍攝手法與腳本規劃推進至極致，並善用光影交錯；視覺運鏡手法的閃動光束完美呈現，讓歌曲挑逗著人們的抑鬱與躁動。                             |
| 2016 （第27屆） | 談宗藩〈如同悲傷被下載了兩次〉 | 作品讓眼睛、頭腦、心靈集中在同一個韻律上跳動，極大化創意空間。用極簡的視覺美學、平面媒材的翻書手法，詮釋歌詞下載的數位概念，反映出歌手的真實氣質。 |
| 2017 （第28屆） | 彭畯益、朱啓光、張錫安〈拆〉   | 結合時事，在高難度的詞曲框架中音畫緊密結合，並充分展現原創性、節奏性與國際性。                                                                     |
| 2018 （第29屆） | 羅景壬〈身後〉                 | 影像的意涵跟技術充分與歌曲相輔相成，導演的手法使每個人從人生經驗找到同理心。這支MV讓流行音樂對於不同面向的探討，看到更多的可能性。                 |
| 2019 （第30屆） | Namso、Youkim〈Slow/Oriental〉 | 溫柔地觸及社會議題，溫柔到近似無力。輕盈建構出一種堅固的絕望，最終形成真正的重量，是本世代的抗爭美學。                                             |
| 2020 （第31屆） | 殷振豪〈紅〉                   | 以導演視角延伸，翻轉影像和詞曲的結合，鏡頭細膩地刻畫小人物的悲喜無奈。懊悔在思念裡，提醒觀者把握每個說出口的機會。                                 |
| 2021 （第32屆） | 王宗欣〈家常音樂〉             | 科技與藝術的結合，非線性敘事、以數位形式保留，每位觀眾都能創造屬於自己獨一無二的音樂影像。精準的視覺譬喻連結到使用者經驗，呈現方式符合當代精神。   |
| 2022 （第33屆） | 蔡宜豫 〈甘吧爹ㄋㄟ〉          | 從第一秒到最後一秒都新鮮、詼諧、飽滿，貼合歌曲並突顯藝人特質，展現MV多元的可能性，從概念到執行都呈現獨特的有趣創作功力。                           |
| 2023 （第34屆） | Pennacky〈Little Balcony〉     | |
| 2024 （第35屆） | 張傑邦〈社交恐懼癌〉           | |
| 2025 （第36屆） | rafhoo〈Antenna〉              | |

## 外部連結
- 第35屆金曲獎頒獎典禮官方網站
- 歷屆金曲獎得獎入圍名單 （页面存档备份，存于），文化部影視及流行音樂產業局